# Cabana (ciutat peruana)
Cabana és una ciutat capital del districte del mateix nom a la província de Payasca. És a les faldes d'un turó on les cases formen una mena d'amfiteatre que en certa direcció es puja com per grades. Està edificat a 3.190 metres d'elevació sobre el nivell del mar i dista una llegua d'Aija, cinc de Pavasca, nou de Corongo, dues de Huandoval, cinc de Yapo i a tres de Tauca. A poca distància de la vila hi ha unes parets que són restes d'una antiga població anterior a la conquesta. Fou ascendida a la categoria de vila per decret del 24 d'agost de 1898, i a ciutat el 22 d'octubre de 1914 i capital de Pavasca, pel de 30 d'octubre de 1901. El 1910 la vila de Cabana amb els seus petits caserius d'Aija i Yactabamba comptava amb 3.500 habitants. La vila de Cabana està dominada per l'elevat turó de Mashigonga. LA ciutat gaudeix d'un clima de tundra (ET en la classificació climàtica de Köppen) amb poques variacions de temperatura al llarg de l'any (oscil·lant a l'entorn dels 8,5 °C) i precipitacions mitjanes anuals de 2.235 mm amb màxim al març (371 mm) i mínim a juliol (40 mm).